# El Palmar Club de Fútbol
El Palmar Club de Fútbol-Estrella Grana es un equipo de fútbol español localizado en El Palmar, de la comunidad autónoma de Murcia. Fundado en 2006, juega en Tercera División - Grupo 13. Disputa los partidos como local en el  Polideportivo El Palmar.
El 30 de junio de 2017, el club logró un acuerdo con CF Lorca Deportiva para convertirse en su equipo de reservas,  rescindiendo la vinculación al final de la temporada.

## Temporadas
| Temporada | Nivel | División   | Posición | Copa del Rey  |
| --------- | ----- | ---------- | -------- | ------------- |
| 2007/08   | 6     | 1ª Reg.    | 11.º     |               |
| 2008/09   | 6     | 1ª Aut.    | 5.º      |               |
| 2009/10   | 5     | Reg. Pref. | 17.º     |               |
| 2010/11   | 5     | Reg. Pref. | 11.º     |               |
| 2011/12   | 5     | Reg. Pref. | 2.º      |               |
| 2012/13   | 4     | 3.ª        | 10.º     |               |
| 2013/14   | 4     | 3.ª        | 12.º     |               |
| 2014/15   | 4     | 3.ª        | 12.º     |               |
| 2015/16   | 4     | 3.ª        | 3.º      |               |
| 2016/17   | 4     | 3.ª        | 7.º      |               |
| 2017/18   | 4     | 3.ª        | 19.º     |               |
| 2018/19   | 5     | Reg. Pref. | 1.º      |               |
| 2019/20   | 4     | 3.ª        | 14º      | Primera ronda |
| 2020/21   | 4     | 3.ª        | 8º       |               |
| 2021/22   | 5     | 3ª RFEF    | 11º      |               |
| 2022/23   | 5     | 3ª RFEF    | 10º      |               |

## Datos del club
- 2 Temporadas en Tercera Federación.

- 8 temporadas en Tercera División.